# Amt Berkenthin
Het Amt Berkenthin is een Amt in de Duitse deelstaat Sleeswijk-Holstein. Het omvat elf gemeenten in de Kreis Hertogdom Lauenburg. Het bestuur zetelt in Berkenthin.

## Deelnemende gemeenten
1. Behlendorf
2. Berkenthin*
3. Bliestorf
4. Düchelsdorf
5. Göldenitz
6. Kastorf
7. Klempau
8. Krummesse
9. Niendorf bij Berkenthin
10. Rondeshagen
11. Sierksrade